# 德维雷茨 (波尔塔瓦州)
50°6′34″N 33°43′8″E / 50.10944°N 33.71889°E
德维雷茨（烏克蘭語：Двірець）是烏克蘭的村落，位於該國中部波爾塔瓦州，由米爾霍羅德區科梅什尼亞市鎮負責管轄，處於普肖爾河左岸，距離切雷夫基和巴庫米夫卡1公里，2001年人口27。